# Satánico pandemonium
Pour plus de détails, voir Fiche technique et Distribution.
Satánico pandemonium, parfois sous-titré La sexorcista, est un film d'épouvante mexicain réalisé par Gilberto Martínez Solares et sorti en 1975.
Il met en scène Cecilia Pezet (es), Enrique Rocha (es), et Delia Magaña (es). Le film détaille le sort funeste d'une jeune religieuse du XVIIIe siècle qui devient possédée par le diable. À l'époque de sa sortie, il a suscité un certain émoi en raison de ses thèmes érotiques et notoirement anticatholiques. Il a été bien accueilli en Europe, au Japon et aux États-Unis, et devait être le précurseur d'Alucarda, la hija de las tinieblas (1978). Après sa sortie, il a été mis sous le boisseau pendant de nombreuses années avant d'être redécouvert et reconnu comme l'un des films d'épouvante les plus importants du cinéma mexicain.

## Synopsis
Un matin, alors qu'elle se promène dans les bois, Sœur Maria, une jeune religieuse qui vit au couvent et s'occupe d'œuvres caritatives, est surprise par un homme nu. Paniquée, elle s'enfuit et rencontre le jeune berger Marcellus. De nouveau, le même homme apparaît devant elle et lui offre une pomme. Effrayée, Maria court se réfugier au couvent, où elle continue d'être harcelée par l'homme mystérieux. Il se fait passer pour une des religieuses afin de la séduire, mais il se révèle être Lucifer. Peu à peu, elle est dépossédée de sa volonté propre et n'est plus maîtresse de ses actes, entraînant ainsi le malheur et la ruine du couvent.

## Fiche technique
- Titre original mexicain : Satánico pandemonium[2]
- Réalisation : Gilberto Martínez Solares
- Scénario : Adolfo Martínez Solares, Gilberto Martínez Solares, Jorge Barragán
- Photographie : Jorge Stahl Jr.
- Montage : José W. Bustos
- Musique : Gustavo César Carrión
- Décors : Alberto Ladrón de Guevara
- Production : Jorge Barragán
- Société de production : Compañía Cinematográfica de Baja California, Hollywood Films, Promoción Turística Mexicana
- Pays de production :  Mexique
- Langue originale : espagnol
- Format : Couleurs par Eastmancolor - 1,85:1 - Son stéréo - 35 mm
- Genre : Film d'épouvante
- Durée : 87 minutes
- Date de sortie : 
  - Mexique : 26 juin 1975

## Distribution
- Cecilia Pezet (es) : Sœur María
- Enrique Rocha (es) : Luzbel / Lucifer
- Delia Magaña (es) : Mère supérieure
- Clemencia Colin : Sœur Clemencia
- Daniel Albertos : Marcelo
- Velia Lupercio : la grand-mère de Marcelo
- Verónica Ávila (es) : Sœur Caridad
- Verónica Rivas : la nonne saphique / Luzbel

## Production
Le film a été conçu par le producteur Jorge Barragán Elizondo, qui était un ami proche d'Adolfo Martínez Solares, fils du réalisateur Gilberto Martínez Solares. Adolfo Martínez a proposé d'écrire le scénario à condition que son père réalise le film. Le tournage de Satánico Pandemónium a débuté au printemps 1974 au museo Ex Convento (es) de Tepoztlán et dans différents lieux de l'État de Morelos et de Morelia, Michoacán. Au départ, cependant, le tournage était prévu au couvent Desierto de los Leones et à l'ancien couvent (es) d'Acolman.
Doté d'un budget de trois millions de pesos et financé par Hollywood Films, propriété de Jorge Barragán, le tournage a duré cinq semaines. Il s'inspire fortement du film de Ken Russell, Les Diables, et d'un scénario que Luis Buñuel avait envisagé pour un éventuel film adapté du roman Le Moine de l'écrivain Matthew Gregory Lewis, qui sera finalement réalisé en 1972 par le réalisateur franco-grec Ado Kyrou sous le titre Le Moine, avec Franco Nero et Nathalie Delon.

### Attribution des rôles
Pour le rôle de la protagoniste, la jeune actrice Cecilia Pezet (es) a été choisie, car elle répondait aux caractéristiques recherchées par le réalisateur. Pezet avait de l'expérience dans le cinéma dramatique mexicain orienté pour la jeunesse, ayant participé à des films tels que Elena y Raquel (es) (1971), Fuga en la noche (1972) et El cielo y tú (1973). Adolfo Martínez Solares a écrit le scénario en pensant à Enrique Rocha (es) pour le rôle de Lucifer ; Rocha était déjà célèbre pour sa participation à des telenovelas et au théâtre, et il avait notamment interprété Jésus-Christ dans El proceso de Cristo (1966) et Andrés dans El monasterio de los buitres (es) (1973). La comédienne expérimentée Delia Magaña (es) était chargée d'interpréter la Mère supérieure. Clemencia Colín, une actrice débutante d'origine argentine, interprète le rôle de Sœur Clemencia, et le jeune acteur Daniel Albertos, qui avait déjà fait partie de la distribution de la comédie El águila descalza (es) (1971), incarne le pasteur Marcelo. La chanteuse oaxaquénienne Verónica Ávila (es) fait ses débuts au cinéma dans le rôle de la religieuse Caridad. Velia Lupercio, qui avait déjà une longue carrière dans le cinéma mexicain en tant qu'actrice secondaire, incarne la grand-mère de Marcelo. Le reste de la distribution est composé d'actrices inconnues, pour la plupart débutantes, dont seules Amparo Furstenberg et Laura Montalvo avaient déjà joué au cinéma, à la télévision et au théâtre. Certains des figurants qui jouent les nonnes étaient des prostituées engagées dans des maisons closes appartenant à un ami du producteur Jorge Barragán.

### Bande son
La bande son a été créée par le maestro Gustavo César Carrión, qui s'est appuyé sur l'utilisation d'instruments classiques, de chants grégoriens, de tambours, d'orgues, ainsi que du synthétiseur Moog, qui a contribué à créer une atmosphère sombre et contrastée dans les moments de tension. Le thème principal a été interprété avec des mandolines et des guitares. La bande originale n'a jamais été publiée sous quelque format que ce soit et appartient à RCA Records à Mexico, aujourd'hui propriété de Sony BMG.

## Exploitation
La première a eu lieu le 26 juin 1975 au Cine Variedades de Mexico, sous le nom de Satánico Pandemónioum : La Sexorcista, afin de profiter de l'impact que le film L'Exorciste avait eu sur les cinéphiles un an plus tôt. Bien qu'il s'agisse d'un film pour adultes, il a été bien accueilli par le public. Des années plus tard, il est sorti sous le titre Satanic Pandemonium : The Sexorcist par Eagle Video sur VHS. Le DVD est sorti le 31 mai 2005 chez Mondo Macabro aux États-Unis et le Blu-Ray le 14 février 2020, également chez Mondo Macabro. Une version restaurée est disponible sur la plateforme numérique Claro Video.

## Postérité
Satanic Pandemonium a inspiré le nom du personnage joué par Salma Hayek dans Une nuit en enfer (1996), réalisé par Robert Rodriguez et écrit par Quentin Tarantino.